# Вазописець весіль

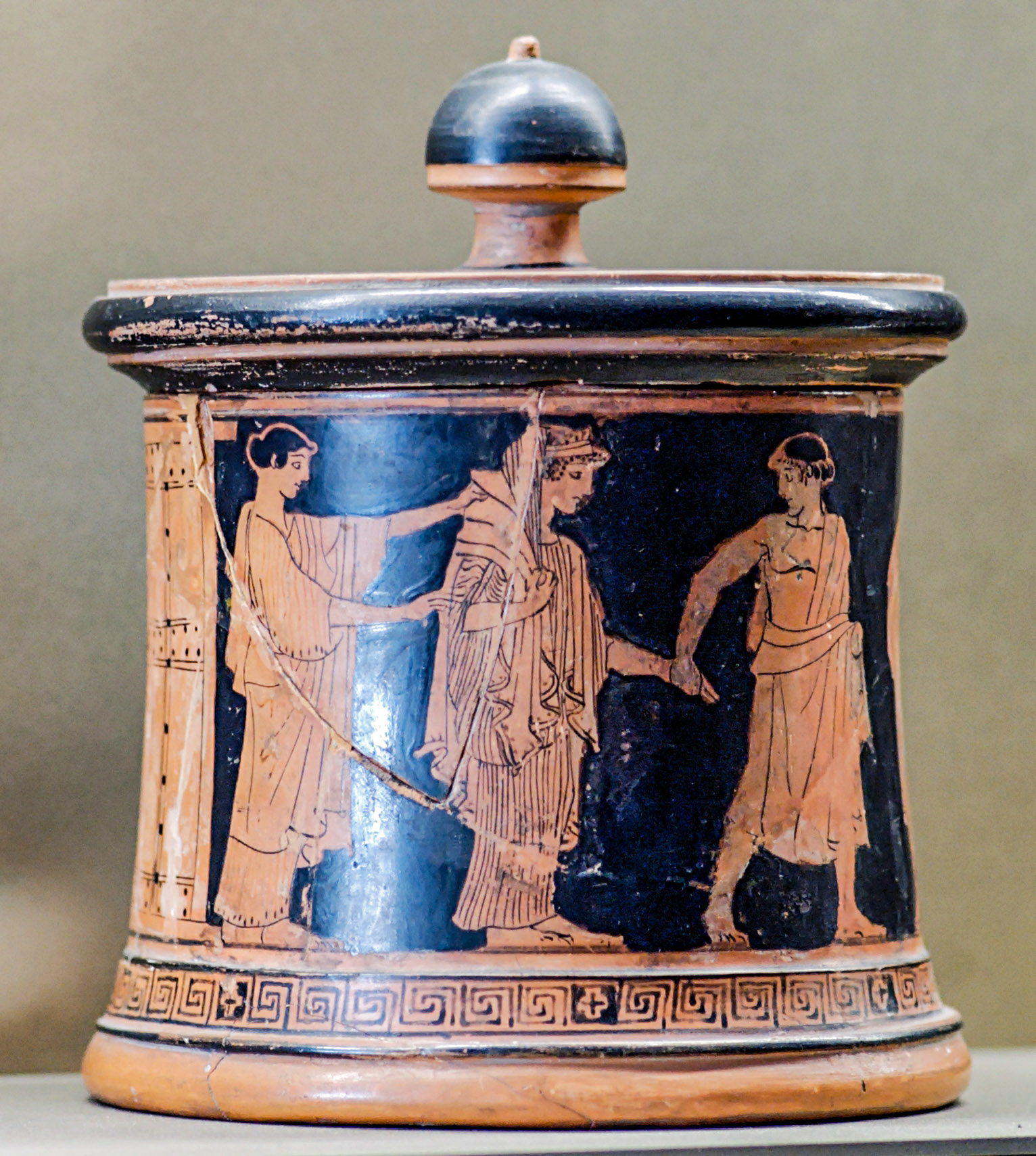
Іменна ваза Вазописця весіль — піксида, Весілля Фетіди та Пелея

Вазописець весіль (р. в. від весілля; англ. Wedding Painter) — умовна назва давньогрецького вазописця, який працював в Афінах близько 480 до 460 до н. е. в червонофігурній техніці.
Його іменна ваза — піксида із зображенням сцени весілля Фетіди та Пелея, датована близько 470—460 р. до н. е., нині зберігається в Луврі, Париж.

## Інші роботи
- Національний археологічний музей Афін

кратер 1388 • піксида 14908
- Археологічний музей, Барселона: фрагмент вази 584 • фрагмент вази 4339
- Музей Роберта Лоуві, Університет Каліфорнії, Берклі: ваза 924 A
- Берлінське античне зібрання: ваза F 2547
- Археологічний музей, Болонья: фрагмент вази 373 • ваза 374
- Музей академічного мистецтва, Бонн: ваза 144 A
- Музей образотворчих мистецтв, Бостон: кратер 95.26
- Національний археологічний музей, Кьюзі: кубок 1845
- Музей Антуана Вівнеля, Комп'єнь: кубок 1090 • кубок 1104
- Національний музей Спіни, Феррара

скіфос T 441
- Археологічний музей культури етрусків, Флоренція: фрагмент вази 11 B 10 • фрагмент вази 17 B 7 • фрагмент вази 20 B 11 • фрагмент вази PD 28 • фрагмент вази PD 172 • фрагмент вази PD 289 • фрагмент вази PD 563
- Університет імені Альбрехта Людвига, Фрайбург: фрагмент вази
- Британський музей, Лондон

гідрія E 226
- приватна колекція Пола Арндта, раніше Мюнхен: вази
- Метрополітен-музей, Нью-Йорк: піксида 39.11.8
- Лувр, Париж: ваза CP 10952 • фрагмент вази CP 11605 • фрагмент вази CP 11606 • фрагмент вази CP 11607 • фрагмент вази CP 11608 • фрагмент вази CP 11609 • фрагмент вази CP 11610 • фрагмент вази CP 11611 • ваза G 269 • ваза G 630 • піксида L 55
- Карловий університет, Прага: лекіф 22.62
- Національний музей, Реджо-Калабрія

2 фрагмент ваз • фрагмент скіфоса
- Археологічний музей, Салоніки: фрагмент канфара 34.157
- Музей історії мистецтв, Відень: кратер 1771 • ваза 2150
- Музей коледжу, Вінчестер: ваза 71